# دوري ريونيون الممتاز 2015
دوري ريونيون الممتاز 2015 (بالفرنسية: Championnat de La Réunion de football 2015)‏ هو موسم من دوري ريونيون الممتاز. أشرف على تنظيمه اتحاد لا ريونيون لكرة القدم، وفاز فيه جي اس سانت بيرويس ‏.